# Zaleski, Ohio
Zaleski là một làng thuộc quận Vinton, tiểu bang Ohio, Hoa Kỳ. Năm 2010, dân số của làng này là 278 người.

## Dân số
- Dân số năm 2000: 375 người.
- Dân số năm 2010: 278 người.